# Russinplockning
Russinplockning eller plocka russinen ur kakan, på engelska cream skimming, avser att en aktör tar sig an de mest attraktiva delarna av ett uppdrag, och struntar i de övriga.
Fenomenet eller begreppet förekommer till exempel vid kommersialisering av verksamhet som tidigare utförts i statlig eller kommunal regi. För kommersiella aktörer inom sjukvård och tandvård kan detta innebära överbehandling av lättbehandlade patienter samt underbehandling eller undvikande av svårbehandlade patienter.